# ژتکییمه
ژتکییمه (به لهستانی:  Żytkiejmy) یک روستا در لهستان است که در گمینا دوبنگنکی واقع شده‌است. ژتکییمه ۹۰۷ نفر جمعیت دارد.